# Shō Iku
Shō Iku (尚 育, 1813–1847) est souverain du royaume de Ryūkyū de 1835 à 1847.

## Biographie
Il est le fils ainé de Shō Kō. Selon le Chūzan Seifu (中山世譜), il est nommé sessei (摂政) en 1828, à la place de son père défaillant, affecté par une maladie mentale. Shō Kō meurt en 1835 et Shō Iku lui succède sur le trône.
Shō Iku est un érudit confucéen qui consacre sa vie à l'éducation. Cependant, la crise financière s'aggrave durant son règne.
Un navire français accoste à Naha en 1844 pour contraindre le royaume de Ryūkyū à commercer avec la France. C'est le premier contact avec les pays occidentaux. Théodore-Augustin Forcade, prêtre français envoyé par les Missions étrangères de Paris, arrive aux îles Ryūkyū pour propager l'évangile. Bernard Jean Bettelheim, missionnaire protestant britannique, arrive également aux Ryūkyū en 1846. Bettelheim établit le premier hôpital étranger de l'île au Gokoku-ji de Naminoue.
Le roi meurt en 1847, son second fils Shō Tai lui succède comme dernier souverain du royaume de Ryūkyū.

## Source de la traduction
- (en) Cet article est partiellement ou en totalité issu de l’article de Wikipédia en anglais intitulé « Shō Iku » (voir la liste des auteurs).